# 滇西北悬钩子
滇西北悬钩子（学名：Rubus treutleri）是蔷薇科悬钩子属的植物。分布于尼泊尔、不丹、锡金以及中国大陆的云南等地，生长于海拔2,300米至3,450米的地区，一般生于林缘以及林中，目前尚未由人工引种栽培。